# Paliepiai
Paliepiai är en ort i Litauen. Den ligger i den centrala delen av landet, 160 km nordväst om huvudstaden Vilnius. Paliepiai ligger 78 meter över havet och antalet invånare är 518.
Terrängen runt Paliepiai är platt, och sluttar söderut. Runt Paliepiai är det ganska glesbefolkat, med 28 invånare per kvadratkilometer. Närmaste större samhälle är Raseiniai, 9,4 km öster om Paliepiai. Trakten runt Paliepiai består till största delen av jordbruksmark.